# ماساكي كيمورا
ماساكي كيمورا (باليابانية: 木村政昭؛ بالكانا: きむら まさあき) هو عالم زلازل ‏ ياباني، ولد في 6 نوفمبر 1940.